# Livin’ on the Fault Line
Livin' on the Fault Line — седьмой студийный альбом The Doobie Brothers, вышедший в 1977 году.

## Список композиций
1. «You’re Made That Way» (Майкл Макдональд, Джефф Бакстер, Кит Кнудсен) — 3:30
2. «Echoes of Love» (Патрик Симмонс, Вилли Митчелл, Эрл Рэндл) — 2:57
3. «Little Darling (I Need You)» (Холланд — Дозье — Холланд) — 3:24
4. «You Belong to Me» (Карли Саймон, Макдональд) — 3:04
5. «Livin' on the Fault Line» (Симмонс) — 4:42
6. «Nothin' But a Heartache» (Макдональд) — 3:05
7. «Chinatown» (Симмонс) — 4:55
8. «There’s a Light» (Макдональд) — 4:12
9. «Need a Lady» (Тиран Портер) — 3:21
10. «Larry the Logger Two-Step» (Симмонс) — 1:16

## Участники записи
- Патрик Симмонс — гитара, вокал
- Джефф Бакстер — гитара
- Майкл Макдональд — клавишные, синтезатор, вокал
- Тиран Портер — бас, вокал
- Джон Хартман — ударные
- Кит Кнудсен — ударные, вокал